# Émile Lesmann
Pour les articles homonymes, voir Lesman.
Émile Lesmann est un footballeur international français né le 3 mai 1891 à Paris et mort le 13 septembre 1914 à Loivre lors de la bataille de la Marne.

## Biographie
Son poste de prédilection est attaquant. Il ne compte qu'une sélection en équipe de France de football, France-Belgique au stade de stade de Paris à Saint-Ouen en 1912 où il joue à l'année avec la JA de Saint-Ouen.
Mécanicien-ajusteur de profession, il est soldat de 2e classe au cours de la Première Guerre mondiale quand il meurt lors de la première bataille de la Marne à Loivre entre le 13 et le 18 septembre 1914,.

### Clubs successifs
- JA Saint-Ouen

### Carrière
Au cours d'un match acharné face à la Belgique (l'année précédente, elle l'avait emporté 7 buts à 1 face à une France déconfite), l'attaquant Lesmann mit souvent à contribution le gardien adverse Henri Leroy. Mais celui-ci se révéla d'une grande sûreté derrière une équipe qui évolua à… neuf en 2e mi-temps en raison de la blessure de deux joueurs !